# A la meva germana!
A la meva germana! ( francès : À ma sœur!) és un film dramàtic francès de l'any 2001 escrit i dirigit per Catherine Breillat i protagonitzat per Anaïs Reboux i Roxane Mesquida. Va ser llançat en certs països de parla anglesa sota els títols alternatius "For My Sister" i "Story of a Whale".
La pel·lícula segueix a dues germanes adolescents mentre experimenten el seu despertar sexual, gestionen la rivalitat entre les dues i exploren primerencament el desig mentre estan de vacances amb la seva família a una localitat de la costa francesa atlàntica.

## Sinopsi
L'Anaïs i la seva germana gran, l'Elena, estan de vacances amb els seus pares a la costa francesa. Avorrides de quedar-se a la seva residència vacacional, les dues caminen cap al centre urbà mentre parlen sobre les seves relacions amoroses i la seva virginitat. Encara que l'Elena, convencionalment atractiva, ha estat promíscua, està reservant les relacions sexuals autèntiques per a algú que l'estimi, mentre que l'Anaïs pensa que és millor perdre la virginitat amb algú qualsevol només per a acabar d'una vegada.
Coneixen a un estudiant de dret italià, el Fernando, en una terraça. Més tard, el Fernando visita a les germanes en el seu dormitori durant la nit per a tenir relacions sexuals amb l'Elena. L'Anaïs està desperta i observa tota la seva interacció. Després d'una conversa sobre les relacions anteriors de Fernando amb altres dones, l'Elena accedeix a tenir sexe amb ell, però en l'últim moment decideix fer-se enrere. Frustrat, Fernando la pressiona de diverses maneres. L'amenaça d'anar al llit amb una altra dona només per a calmar el seu desig. Finalment, l'Elena es veu obligada a tenir sexe anal amb ell com a prova del seu amor, encara que òbviament és una experiència dolorosa per a ella.
Durant l'albada, el Fernando a l'Elena sexe oral abans d'anar-se'n cap a casa seva, però Anaïs està farta i els diu que la deixin dormir en pau. L'endemà, les nenes i Fernando van cap a la platja. L'Anaïs s'asseu vora l'oceà amb un vestit nou i canta, mentre que l'Elena i el Fernando marxen solos. Posteriorment, mentre les noies recorden la seva infància juntes a casa, l'Elena revela que el Fernando li va donar un anell de compromís mentre eren a la platja. L'Anaïs expressa obertament les seves sospites sobre les intencions de Fernando. Aquella nit, l'Elena lliura la seva virginitat a el Fernando mentre l'Anaïs plora en silenci a l'altre costat de l'habitació.
Més tard, la mare del Fernando arriba a la casa de vacances de les germanes i demana a la seva mare que retornin l'anell que el Fernando li havia donat a l'Elena, ja que li pertanyia a ella i era part d'una col·lecció de joies d'amants passats que guardava. En descobrir la relació de l'Elena i el Fernando, la mare d'Elena decideix, furiosa, tornar en cotxe des dels Mathes (la localitat de costa) cap a la seva casa dels afores de París . En el camí de tornada, es cansa i decideix dormir en una àrea de serveis, on un home trenca els vidres del cotxe amb una destral, mata a l'Elena i escanya a la seva mare mentre li esquinça la roba. Quan l'Anaïs surt espantada del cotxe i comença a retrocedir, l'assassí porta a l'Anaïs al bosc i la viola. Quan arriba la policia l'endemà al matí, l'Anaïs, recordant la seva conversa amb l'Elena sobre la virginitat, insisteix que no la va violar.

## Repartiment
- Anaïs Reboux com Anaïs Pingot
- Roxane Mesquida com Elena Pingot
- Allibero De Rienzo com Fernando
- Arsinée Khanjian com el senyor Pingot
- Romain Goupil com François Pingot
- Laura Betti com la mare de Fernando
- Albert Goldberg com l'assassí

## Llançament

### Crítica
La pel·lícula va rebre crítiques positives per part dels sectors especialitzats. Rotten Tomatoes mostrà un índex d'aprovació del 73 % basat en 86 ressenyes, amb una qualificació mitjana de 6.4/10. El consens de la plataforma digué: "La controvertida Fat Girl és una mirada dura però poderosa a l'adolescència femenina". A Metacritic , la pel·lícula té una puntuació mitjana de 77 sobre 100 basada en 24 crítics, pel que mostra una bona recepció.

### Controvèrsia
La pel·lícula fou prohibida a Ontario per la Junta de Revisió de Cinema del mateix lloc a finals de l'any 2001, a causa de les queixes respecte a la representació explícita i radical de la sexualitat adolescent. El crític dels Estats Units d'America Wheeler Winston Dixon assenyalà que l'obra no només es va prohibir a Ontario, sinó que estava "estrictament restringida al públic adult de tot arreu". Dixon va plantejar i descriure el film com una "història dura del creixement personal d'una nena de 13 anys [l'Anaïs] quan la seva germana [l'Elena] de 15 anys s'embarca en una sèrie de relacions sexuals", amb "escenes sexuals explícites" en una "estructura narrativa brutal". " La prohibició al Canadà finalment fou anul·lada i la pel·lícula es projectà en cinemes l'any 2003.

### Reconeixements
L'any 2001, la pel·lícula guanyà el Premi Manfred Salzberg en el 51º Festival Internacional de Cinema de Berlin i el Premi France Culture en el Festival Internacional de Cinema de Canes de 2001.